# Rue Victor-Dejeante
La rue Victor-Dejeante est une voie du 20e arrondissement de Paris, en France.

## Situation et accès
La rue Victor-Dejeante est une voie publique située dans le 20e arrondissement de Paris. Elle débute au 40, boulevard Mortier et se termine au 11, rue Le Vau.

## Origine du nom
Cette rue porte le nom de Victor Dejeante (1850-1927), député de l'arrondissement.

## Historique
La voie a été ouverte en 1928 sur l'emplacement du bastion no 16 de l'enceinte de Thiers et a pris sa dénomination actuelle par un arrêté du 4 mars 1929.